# Нульовий підозрюваний
«Нульовий підозрюваний» (англ. Suspect Zero) — психологічний трилер 2004 року від режисера Едмунда Еліаса Меріджа. У головних ролях — Аарон Екгарт, Бен Кінгслі та Керрі-Енн Мосс. Прем'єра стрічки відбулася 27 серпня 2004 року.
При бюджеті в 27 мільйонів доларів фільм провалився у прокаті, зібравши лише близько 11,4 мільйонів.
Станом на 2024 рік це остання стрічка, в якій Е. Еліас Мерідж виступив в ролі режисера (не враховуючи короткометражні фільми).

## Синопсис
Агент ФБР Томас Макелвей переводиться з Далласу в Альбукерке. Основна причина таких змін полягає в тому, що той сам порушив закон, щоб заарештувати злочинця Реймонда Старкі. Ця історія потрапила в ЗМІ і репутація Томаса сильно постраждала. Тим не менш він продовжує робити свою справу.
Черговим розслідуванням для Макелвея стає випадок, де жертвою невідомого став комівояжер Гарольд Спек. Його тіло знаходять в машині, яка ніби навмисно була покинута на узбіччі. Також на місці злочину знаходять дивний малюнок — перечеркнуте коло. Пізніше до розслідування долучається агент Френ Кулок, з якою Томас мав справи в Далласі. Разом з нею вони знаходять транспортний засіб підозрюваного, де в багажнику виявляють ще одне тіло. Все виглядає так, неначе вбивця свідомо залишив автомобіль для агентів ФБР. Навіть більше, дехто невідомий відправляє листи Томасу з підказками у справі. Однак Макелвей не може зрозуміти цих натяків.
Проте завдяки залишеному авто агенти виходять на слід Бенджаміна О'Раяна, якого вважають головним підозрюваним. Вони відвідують виправний центр в Оклахомі, де той деякий час перебував. За словами завідуючого центром, О'Раян називав себе агентом ФБР та використовував своєрідну методику для розшуку потрібних йому людей.
Згодом стає відомо, що Бенджамін буквально вивчав агента Макелвея. А наступна його жертва буквально шокує Томаса, оскільки нею виявляється Реймонд Старкі…

## У ролях
- Аарон Екгарт — агент ФБР Томас Макелвей;
- Бен Кінгслі — Бенджамін О'Раян;
- Керрі-Енн Мосс — агент ФБР Френ Кулок;
- Гаррі Леннікс —  Річ Чарлетон;
- Кевін Чемберлін — Гарольд Спек;
- Кіт Кемпбелл — Реймонд Старкі;
- Вільям Мейпотер — Білл Грівз;
- Френк Коллісон — Пайпер.

## Відгуки
На сайті Rotten Tomatoes стрічка отримала рейтинг 17% на основі 127 відгуків. На сайті Metacritic фільм має рейтинг 37 із 100 на основі 29 відгуків. Загальна оцінка становить 6,8/10.